# غرهام سيدني
غرهام سيدني (بالإنجليزية: Grahame Sydney)‏ هو رسام نيوزيلندي، ولد في 1948.